# Ranko Popović
Ranko Popović (serbisch-kyrillisch Ранко Поповић; * 26. Juni 1967 in Peć, SR Serbien, SFR Jugoslawien; heute Kosovo) ist ein ehemaliger serbisch-österreichischer Fußballspieler und jetziger -trainer.

## Spielerkarriere

### Karrierebeginn in Peja und Belgrad
Ranko Popović wurde am 26. Juni 1967 in der Stadt Peć in der damaligen SR Serbien, die wiederum Teil der Provinz Kosovo und Metochien war, geboren. Seine Vereinskarriere als Fußballspieler begann er spätestens im Jahre 1978, als er sich seinem kosovarischen Heimatverein KF Besa anschloss. Dort durchlief er sämtliche Jugendspielklassen und gehörte in weiterer Folge auch dessen Herrenmannschaft an. Durch starke Leistungen bei seinem Heimatklub wurde der serbische Erfolgsklub Partizan Belgrad, der in den letzten drei Spielzeiten zwei Mal Meister und einmal Vizemeister geworden war, auf das junge Abwehrtalent aufmerksam und lotste Popović in die Hauptstadt der SR Serbien bzw. SFR Jugoslawien. In dem durchwegs aus Jugoslawen bestehenden Team, das mit Jia Xiuquan und Liu Haiguang auch zwei Nicht-Europäer in seinen Reihen hatte, konnte sich der damals 21-Jährige kaum gegen die ältere Teamkollegen durchsetzen und fungierte zumeist als Ersatzspieler bei den Profis und Stammspieler der zweiten Mannschaft.
Um mehr Spielpraxis zu sammeln, wurde er daraufhin im Jahre 1989 an den jugoslawischen Zweitligisten FK Leotar Trebinje aus Bosnien und Herzegowina verliehen, von dem er im darauffolgenden Jahr nach 13 Ligaeinsätzen wieder zurückkehrte. Beim FK Partizan, der sich in all den Jahren am Saisonende immer auf den vorderen Tabellenplätzen einfand, jedoch nur selten wirklich um den Meistertitel mitspielte, fand der 1,83 m große Abwehrrecke auch daraufhin kaum Beachtung. Nachdem er unter den Trainern Fahrudin Jusufi, Momčilo Vukotić, Ivan Golac, Nenad Bjeković, Miloš Milutinović und zuletzt Ivica Osim in vier Spielzeiten zu lediglich zwei Einsätzen in der jugoslawischen Erstklassigkeit gekommen war, wurde er an den Ligakonkurrenten FK Spartak Subotica abgegeben.

### Über Spartak Subotica nach Griechenland und Spanien
Spartak Subotica hatte die Saison 1991/92, die zugleich die letzte mit Beteiligung von Teams aus der SR Bosnien und Herzegowina und der SR Mazedonien und somit auch die letzte einer einheitlichen SFR Jugoslawien war, auf dem 16. von 18 Plätzen abgeschlossen. Der Klassenerhalt konnte nur aufgrund der Ligaauflösung und der Teilnahme an der nachfolgenden Prva liga SR Jugoslavije gehalten werden. In der Prva liga SR Jugoslavije 1992/93, der ersten Spielzeit der neuen Fußballliga der Bundesrepublik Jugoslawien, dem späteren Serbien und Montenegro, schaffte der Klub aus der zweitgrößten Stadt der Vojvodina abermals nur knapp den Klassenerhalt. Nach einer Ligareform – das Teilnehmerfeld wurde auf zwei Gruppen zu je zehn Mannschaften aufgeteilt – konnte Spartak Subotica seine Leistung steigern und erreichte am Ende der Herbstsaison der Spielzeit 1993/94 in der Gruppe B den zweiten Platz hinter dem Hauptstadtklub OFK Belgrad. In der anschließenden Meisterrunde im Frühjahr 1994 erreichte Popović mit seiner Mannschaft immerhin noch den fünften Tabellenplatz.
Aufgrund der Wirren der Jugoslawienkriege flüchtete der Rechtsfuß nach Griechenland, wo er beim damaligen Erstligisten Ethnikos Piräus anheuerte. In der Alpha Ethniki 1994/95 brachte es der 27-Jährige auf lediglich zehn Meisterschaftseinsätze, ehe er abermals flüchten musste, nachdem er, als er ausstehende Gehaltszahlungen beim Vereinspräsidenten einfordern wollte, mit vorgehaltener Waffe bedroht wurde. Nachdem er seinen Vertrag, der ohnehin nur auf eine Spielzeit beschränkt war, hat auslaufen lassen, wechselte Popović im Sommer 1995 nach Spanien zur erst wenige Jahre zuvor gegründeten UD Almería, die gerade eben den Aufstieg in die Segunda División geschafft hatte. Wie er es in Subotica bereits gewohnt war, kämpfte der Defensivakteur auch bei Almería bis zuletzt um den Klassenerhalt, der dem Klub mit dem 16. von 20 Plätzen im Endklassement auch gerade noch gelang. In der andalusischen Hafenstadt spielte er regelmäßig vor 15.000 Zuschauern, galt aber auch hier als selten eingesetzter Spieler. Bei neun Ligaeinsätzen in der Spielzeit 1995/96, die er unter anderem zusammen mit seinem später ebenfalls in Österreich tätigen Landsmann Nikola Milinković absolvierte, erhielt Popović drei gelbe und eine rote Karte. Nur von Ende Jänner bis Ende Februar 1996 kam er zu regelmäßigen Einsätzen, als er verletzungsbedingte Ausfälle kompensierte. Hinzu kamen noch vier Einsätze in der Copa del Rey 1995/96, in der die UD Almería in der zweiten Runde gegen Atlético Madrid ausschied. Während dieser Zeit spielte bei Almería unter anderem auch Ljubomir Vorkapić, den Popović noch von seiner Zeit in Belgrad kannte.
Die Saison 1996/97 verlief für den 29-Jährigen ähnlich wie die vorangegangene. Bei lediglich sieben Einsätzen in der Segunda División fiel er abermals disziplinarisch auf und erhielt zwei gelbe und eine rote Karte. Gegen Abwehrspieler wie José María Cidoncha, Francisco Javier Cuaresma oder José Manuel Rodríguez Ortega konnte sich nicht durchsetzen und musste sich bald darauf wieder auf die Suche nach einem neuen Arbeitgeber machen. Hinzu kam, dass die Mannschaft, die allein in dieser Saison von vier verschiedenen Trainern geführt wurde, sich bis zuletzt nicht von den hinteren Tabellenplätzen lösen konnte und auf einen Abstieg in die Drittklassigkeit zusteuerte. Kurz vor Saisonende erhielt Popović einen Anruf seines ehemaligen Mannschaftskollegen Darko Milanič, den er noch aus seiner Zeit bei Partizan Belgrad kannte und die seitdem eine Freundschaft verband. Milanič spielte bereits seit 1993 in Österreich beim SK Sturm Graz und hatte seit dem Jahr 1994 mit Ivica Osim einen altbekannten Übungsleiter. Da Sturm nach dem Abgang einiger Defensivakteure wie Enzo Gambaro, Martin Hiden, Pål Lydersen oder Herbert Grassler einen Ersatz auf dieser Position suchte und Popović zumindest für Milanič als idealer Kandidat galt, empfahl er dem Präsidenten Hannes Kartnig die Verpflichtung des knapp 30-jährigen Serben. Dieser willigte ein und verpflichtete den 1,83 großen Abwehrspieler wenige Tage nach dessen 30. Geburtstag.

### Publikumsliebling und Champions-League-Teilnehmer bei Sturm Graz

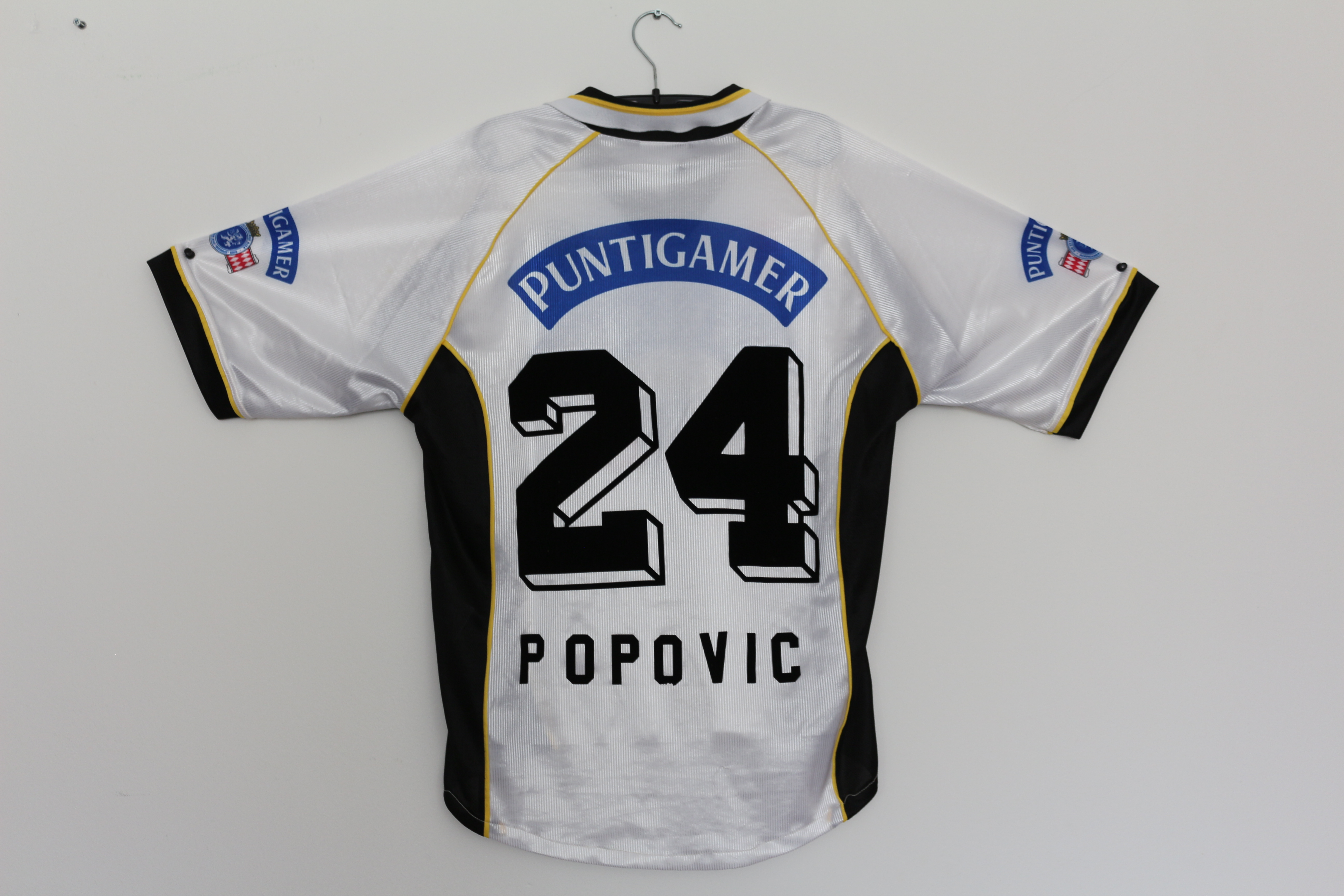
Trikot von Ranko Popović aus der Saison 1998/99

Bei den Steirern, die in der vorangegangenen Saison Pokalsieger wurden und die Liga 1996/97 als Dritter beendeten, gab der Serbe daraufhin am 5. Juli sein Pflichtspieldebüt, als bei der knappen 0:1-Niederlage gegen den SK Rapid Wien im ÖFB-Supercup ab der 60. Spielminute für Mario Posch zum Einsatz kam. Vier Tage später war er beim Eröffnungsspiel des neuen Arnold-Schwarzenegger-Stadions in Graz-Liebenau gegen den Stadtrivalen GAK im Einsatz und neben Franco Foda, Darko Milanič und Günther Neukirchner Teil der Vierer-Abwehrkette. Im Spätsommer und Herbst nahm er mit der Mannschaft am Europapokal der Pokalsieger 1997/98 teil. Nach einem Gesamtscore von 4:0 über APOEL Nikosia in Runde 1, schied das Team in der zweiten Runde knapp mit 1:2 gegen den AEK Athen vom Turnier aus. In der Liga startete er mit den Grazern einen Erfolgslauf und stand mit dem SK Sturm mit 50 Punkten und 50 erzielten Toren aus 21 absolvierten Ligapartien, was ein Rekord im österreichischen Fußball war, zur Winterpause als Herbstmeister und Winterkönig fest. Ranko Popović wurde noch in dieser Saison zum Publikumsliebling und erhielt von den Fans den Rufnamen Popo.
Die Saison 1997/98, die gemeinhin als Geburtsstunde des „magischen Dreiecks“ rund um Hannes Reinmayr, Ivica Vastić und Mario Haas gilt, entschied er mit der Mannschaft nach einem 5:0-Heimsieg über den FK Austria Wien bereits sieben Runden vor Saisonende. Mit einem Rekordstand von 70 Punkten sicherten sich die Grazer den ersten Meistertitel in der Vereinsgeschichte und kamen am Ende sogar noch auf 81 Tabellenpunkte, 21 Punkt Vorsprung auf den nächstplatzierten Verfolger SK Rapid Wien und 22 Punkte vor dem Stadtrivalen GAK. Das drei Tage nach der offiziellen Meisterfeier ausgetragene Finale um den ÖFB-Cup 1997/98 verloren die Grazer daraufhin mit 1:3 gegen die SV Ried, die damit ebenfalls ihren ersten großen Erfolg feiern konnte. Popović absolvierte in dieser Saison 32 Spiele in der Liga (drei Tore), drei Partien im Pokal der Pokalsieger, zwei Begegnungen im ÖFB-Cup, sowie das eine ÖFB-Supercup-Spiel kurz nach seiner Verpflichtung.
Nach den Erfolgen der vorangegangenen Saison nahm der „Eisenfuß“, wie Popović in Österreich auch oft genannt wurde, mit der Mannschaft an der 2. Qualifikationsrunde zur UEFA Champions League 1998/99 teil und fertigte in dieser Újpest Budapest klar mit einem Gesamtergebnis von 7:2 ab. Als dritte österreichische Mannschaft nach dem SV Austria Salzburg (1994/95) und dem SK Rapid Wien (1996/97) schaffte Sturm Graz den Sprung in die Champions-League-Gruppenphase. In dieser war der gebürtige Serbe mit seiner Mannschaft jedoch gegen Inter Mailand, Real Madrid und Spartak Moskau klarer Außenseiter und holte ihn sechs Begegnungen lediglich einen Punkt im Rückspiel gegen die Russen. Popović, der neben Foda als Routinier in der Verteidigung des Sportklubs galt und als solcher auch als Stammkraft fungierte, war an allen sechs Partien der Gruppenphase beteiligt; in der Qualifikation hierfür absolvierte er lediglich das Rückspiel. In dieser Saison hatte der Abwehrspieler jedoch auch mit einigen Verletzungsproblemen zu kämpfen und war auf den Abwehrpositionen neben Darko Milanič oder Schlussmann Kazimierz Sidorczuk einer der angeschlagenen Spieler dieses Jahres.
Anders als in seiner bisherigen Laufbahn gelangen Popović bei Sturm auch regelmäßige Torerfolge, was dieser zumeist mit eingelegten Tanzeinlagen vor den Fans zelebrierte. So unter anderem auch beim deutlichen 5:0-Sieg im Derby gegen den Grazer AK am 8. November 1998, als er in der 81. Spielminute das Tor zum Endstand erzielte. Dieser Sieg war zudem der höchste Derby-Sieg von Sturm seit einem 10:1 in der Landesliga im Jahre 1946. Weitere zwei Treffer folgten in der Liga, in der es der Abwehrrecke auf 25 Einsätze, sowie sechs gelbe und eine rote Karte gebracht hatte. Nicht minder torgefährlich zeigte er sich auch im ÖFB-Cup 1998/99, in dem er mit der Mannschaft abermals ins Finale einzog, dort den LASK mit 4:2 im Elfmeterschießen besiegte. Bei Einsätzen in allen sechs Pokalspielen steuerte er zwei Tore bei. Zudem gewann er im Sommer 1998 für Sturm den zweiten Supercup-Titel und wurde Ende Mai 1999 abermals österreichischer Fußballmeister.

### Goldene Jahre bei Sturm
In den goldenen Jahren der Grazer folgte für Popović jedoch bald die Ernüchterung, nachdem er anfangs aufgrund einer Verletzung (Ischias) ausfiel, wurde er schon bald von der Vereinsführung aufs Abstellgleis gestellt. Als Sturm am 25. Juni 1999 nach einem Sieg im Elfmeterschießen über den LASK den Supercup gewann und sich somit das Triple sicherte, gehörte Popović verletzungsbedingt nicht zum Aufgebot der Grazer. Auch nicht, als die Mannschaft wenige Tage später in die Bundesliga-Saison 1999/2000 startete. Erst im fünften Meisterschaftsspiel wurde Popović wieder von Osim eingesetzt; dabei ausgerechnet bei einem abermaligen Kantersieg über den Erzrivalen GAK. Auch in den beiden nachfolgenden Ligaspielen, von denen er in einem ein Tor erzielte, gehörte der gebürtige Serbe zum Stammaufgebot an der Seite von Franco Foda, Günther Neukirchner und Neuzugang György Korsós. In der 3. Qualifikationsrunde zur UEFA Champions League 1999/2000 kam Popović in beiden Partien zum Einsatz und versäumte nur die beiden Ligaspiele dazwischen. Nach der abermals erfolgreichen Qualifikation für die Champions-League-Gruppenphase wurde der Defensivspezialist, der stets die Nähe zum Publikum suchte und unter anderem mit Bengalo in der Hand mit den Fans feierte, zum letzten Mal am 28. August 1999 in einer Ligapartie eingesetzt und gehörte daraufhin über Monate nicht mehr dem Profikader der Grazer an.
Er verpasste die komplette Gruppenphase, die Sturm auf dem dritten Platz hinter Manchester United, Olympique Marseille und vor Croatia Zagreb beendete und daraufhin an der dritten Runde des UEFA-Pokals 1999/2000, die in einem Skandalspiel gegen den AC Parma endete, teilnahm. Erst am 14. April saß er im Spiel der 29. Runde wieder in einer Bundesliga-Partie auf der Ersatzbank; für einen Einsatz musste sich Popović jedoch ein weiteres Monat gedulden. Bei einem 4:1-Heimsieg über den Tabellenführer FC Tirol Innsbruck spielte er wieder von Beginn an auf seiner angestammten Position, die er auch beim nachfolgenden 4:2-Erfolg über den Stadtrivalen GAK, bei dem er wieder zum Torerfolg kam, innehatte. Obwohl Sturm zu diesem Zeitpunkt noch immer Chancen auf den Meistertitel hatte, setzte Osim den Routinier, der es in dieser Saison auf lediglich sechs Bundesligaeinsätze und zwei -treffer gebracht hatte, nicht mehr ein. Am Ende wurde er mit dem Grazer Traditionsklub, der im diesjährigen ÖFB-Cup bereits früh aus dem Turnier ausschied, mit drei Punkten Rückstand auf den FC Tirol Innsbruck Vizemeister, was mitunter die Teilnahme an der dritten Champions-League-Qualifikation in Folge bedeutete.

### Unrühmliches Ende
Nachdem sich das Budget der Grazer aufgrund der Erfolge der vorangegangenen Spielzeiten im Laufe weniger Jahre nahezu verzwanzigfacht hatte und mit diesem neue teure Spieler angeheuert wurden, tat sich der des Öfteren angeschlagene Defensivmann schwer in die Stammformation zurückzufinden. In den ersten zehn Runden kam er in lediglich zwei Spielen zum Einsatz und saß sonst immer uneingesetzt auf der Ersatzbank. Als am 29. Juli 2000 beim 4:2-Heimsieg des SK Sturm Graz über die SV Ried mit der Schweizerin Nicole Petignat erstmals eine Frau in der österreichischen Bundesliga eine Begegnung leitete, verabschiedete sich Popović, der in dieser Partie mit seinem sogenannten „Eisenfuß“ auch einen Treffer erzielt hatte, von der Spielleiterin mit Handkuss. Danach brachte es der für seinen harten Schuss bekannte Defensivakteur im Zeitraum von Mitte September bis Mitte November zu einer Reihe von aufeinanderfolgenden Meisterschaftseinsätzen. Auch qualifizierte er sich mit der Mannschaft nach Siegen über Hapoel Tel Aviv in der zweiten und Feyenoord Rotterdam in der dritten Qualifikationsrunde für die Gruppenphase der UEFA Champions League 2000/01. In dieser traf Popović, zu dieser Zeit wieder eine wichtige Stütze in der Defensive der Grazer, mit seiner Mannschaft auf den amtierenden UEFA-Pokalsieger Galatasaray Istanbul, sowie auf die Glasgow Rangers und die AS Monaco.
Als erste und bis heute (Stand: 2018) einzige österreichische Mannschaft in der Geschichte schaffte er es mit Sturm als Gruppensieger in die nächste Runde, die wiederum als Zwischenrunde in einer abermaligen Gruppenphase ausgetragen wurde. Am 6. Dezember 2000 bestritt er bei der 0:2-Niederlage im Old Trafford gegen Manchester United, dem letzten Pflichtspiel vor der Winterpause sein letztes Spiel für die Steirer. Als Anfang des Jahres 2001 der Ghanaer Charles Amoah für eine damalige österreichische Rekordsumme von (kolportierten) 50 Millionen Schilling vom FC St. Gallen an die Mur wechselte, war das Ausländerkontingent von Sturm weitgehend aufgebraucht. Nachdem wenige Tage zuvor mit Peter Hlinka ein weiterer Spieler aus dem Nicht-EU-Ausland engagiert wurde, waren nun mit Amoah, Hlinka, Korsós, Imre Szabics, Mehrdad Minavand und Popović gleich sechs Nicht-EU-Ausländer im Kader. Da nur fünf erlaubt waren, wurde ein Abgang notwendig; zur allgemeinen Überraschung wurde von der Klubführung der Abgang von Popović bekanntgegeben. Der zu diesem Zeitpunkt 33-jährige Verteidiger, dessen Vertrag noch bis zum Sommer 2001 gelaufen wäre, klagte daraufhin den Verein auf Wiedereinstellung und Verdienstentgang in Höhe von rund 3,3 Millionen Schilling.

### Karriereausklang in Arnfels und Pachern
Von der Klubführung wurde Popović daraufhin vollends fallen gelassen; so wurde ihm unter anderem nach einem 2:0-Erfolg über Panathinaikos Athen in der zweiten Champions-League-Gruppenphase der Zugang zur Mannschaftskabine verwehrt. Außerdem erhielt Rudolf Novotny von der Vereinigung der Fußballer (VdF), die in den Streitigkeiten ebenfalls involviert war, von der Klubführung ein Hausverbot erteilt. Nachdem es in weiterer Folge zu einer außergerichtlichen Einigung gekommen war, fand Popović erst nach einem Jahr einen neuen Arbeitgeber, als er in der Winterpause 2001/02 zum TuS FC Arnfels wechselte. Dieser spielte mit seiner seit Oktober 2001 ausgegliederten Fußballmannschaft zu diesem Zeitpunkt in der viertklassigen Landesliga Steiermark, nachdem der Baumeister Karl Schleich als Präsident und Hauptsponsor den Klub von Unterliga in die höheren Spielklassen geführt hatte. Popović sollte nicht nur als erfahrener Spieler fungieren, sondern wurde auch als Trainer eingesetzt. Im Endklassement 2001/02 rangierte er mit der Mannschaft auf dem dritten Tabellenplatz in der Landesliga und qualifizierte sich für den ÖFB-Cup 2002/03. Nachdem sich im Sommer mit Tomislav Kocijan ein ehemaliger Kollege von Sturm dem TuS Arnfels angeschlossen hatte, schaffte es dieser im österreichischen Fußballpokal bis ins Achtelfinale, in dem vor etwa 5.000 Zuschauern am örtlichen Sportplatz nach einer 0:4-Niederlage gegen den GAK Schluss war. In der gleichen Saison fixierte er mit dem Team den Aufstieg in die Regionalliga Mitte und qualifizierte sich mit dem Team ein weiteres Mal für den österreichischen Pokal. In der Austragung 2003/04 – mittlerweile spielte mit Jan-Pieter Martens ein weiterer ehemaliger Mannschaftskollege aus dem Sturm-Kader im Team – erreichte der TuS Arnfels ein weiteres Mal das Achtelfinale und unterlag diesmal knapp mit 0:1 dem SK Rapid Wien.
In der Liga erreichte Popović mit Arnfels den dritten Platz, ehe sich Klubchef Schleich aus finanziellen Gründen zurückzog, der Klub seinen Ligabetrieb einstellte und sich in weiterer Folge auflöste. In der Zeit der Auflösung des TuS Arnfels wechselte der mittlerweile 37-Jährige zum nicht weit entfernten SV Pachern in die sechstklassige Unterliga Mitte und übernahm auch die Trainertätigkeit des Amateurklubs. Mit Pachern wurde er auf Anhieb überlegener Meister und schaffte somit den Aufstieg in die Oberliga Mitte/West. Hier erreichte die Mannschaft im Endklassement 2005/06 den zweiten Platz hinter dem Deutschlandsberger SC, wobei Popović als Stammspieler in 25 von 26 möglich gewesenen Ligaspielen auf dem Platz war und vier Tore erzielte. In der Saison 2006/07, in der der SV Pachern abermals nur knapp an einem Aufstieg in die Landesliga scheiterte, trat Popović nur im ersten Saisonspiel als Trainer in Erscheinung und wechselte daraufhin mit Mischa Petrović, dessen Co-Trainer er auch von 2003 bis 2006 beim SK Sturm Graz war, nach Japan.

## Trainerkarriere

### Über Arnfels, Pachern und Sturm Graz nach Japan
Nachdem er bei den Amateurmannschaften in Arnfels und Pachern als Chef- und beim Bundesliga-Klub Sturm Graz als Assistenztrainer fungiert hatte, trat er an der Seite von Petrović als Assistenztrainer bei dessen erster Japan-Station, Sanfrecce Hiroshima, in Erscheinung. Während Petrović, der mit Popović ein ähnliches Schicksal hinsichtlich seines Karriereendes bei Sturm Graz teilte – auch er wurde plötzlich von der Klubführung fallen gelassen, woraufhin Petrović den Verein verklagte – bis 2011 als Cheftrainer des japanischen Erstligisten in Erscheinung trat, verließ Popović bereits im darauffolgenden Jahr wieder den Verein und wechselte stattdessen im nachfolgenden Sommer zu einem Verein seines Heimatlandes. Beim FK Spartak Subotica, bei dem er in den 1990er Jahren spielte und der sich gerade mit dem FK Zlatibor Voda zusammengeschlossen hatte und unter dem Namen Spartak Zlatibor Voda am Spielbetrieb der serbischen Zweitklassigkeit teilnahm, übernahm er den Posten als Cheftrainer, ehe er nach einem Jahr durch Zoran Milinković ersetzt wurde. Kurz zuvor hatte er mit dem Team noch den vierten Platz im Endklassement erreicht und aufgrund der Aufstockung der höchsten serbischen Fußballliga von zwölf auf 16 Mannschaften den Aufstieg ins Oberhaus geschafft. Aufgrund der guten Kontakte von Ivica Osim und Mischa Petrović in Japan kam er durch deren Unterstützung zurück ins „Land der aufgehenden Sonne“.

### Aufstieg in die serbische SuperLiga und Rückkehr nach Japan
Nach den Erfolgen in Serbien kämpfte er als Cheftrainer ab dem 1. August 2009 als Ersatz des entlassenen Péricles Chamusca in Japan mit Ōita Trinita um den Klassenerhalt in der J. League Division 1 2009. Im ersten Spiel, der Ligapartie der 20. Runde gegen Nagoya Grampus, führte der ehemalige Defensivspezialist seine Mannschaft noch zu einem 2:1-Heimsieg und verlor vier Tage später das Spiel um die Copa Suruga Bank gegen den SC Internacional aus Brasilien knapp mit 1:2. Daraufhin folgten vier Niederlagen in der Liga, ehe sich das Team wieder fing und wieder Punkte einfuhr. In den letzten zehn Meisterschaftsrunden blieb der Klub aus der Hafenstadt Ōita ohne Niederlage, kam aber ausschließlich zu knappen Spielergebnissen, darunter fünf Unentschieden. Trotz dem passablen Abschneiden gegen Saisonende hatte die Mannschaft zuvor zu viele Niederlagen verzeichnet, um sich noch von den hinteren Tabellenplätzen lösen hätte zu können. Mit 30 Punkten aus 34 Spielen, wovon alleine 23 Punkte unter Popovićs Führung erzielt wurden, rangierte der ohnehin schon finanziell angeschlagene Klub Ōita Trinita am Ende des Jahres auf dem 16. und damit vorletzten Tabellenplatz, was den Abstieg in die J. League Division 2 bedeutete.
Das Dienstverhältnis wurde daraufhin aufgelöst und die im Vertrag bestehende Option auf ein weiteres Jahr aufgrund der finanziellen Situation des Klubs nicht gezogen, woraufhin Popović ein Jahr lang ohne nennenswerten Dienstgeber blieb. Im Dezember 2010 wurde er für das Spieljahr 2011 als neuer Cheftrainer des FC Machida Zelvia mit Spielbetrieb in der zu diesem Zeitpunkt noch drittklassigen Japan Football League vorgestellt. Popović nützte in dieser Zeit seine Kontakte nach Österreich und lotste den gebürtigen Jugoslawen Dragan Dimić in den nahezu ausschließlich aus Japanern bestehenden Kader. Fast exakt ein Jahr nach der Vertragsunterzeichnung wurde der Vertrag zwischen Popović und dem japanischen Drittligisten, nach dem er sein Ziel, den Aufstieg in die Zweitklassigkeit, geschafft hatte, Anfang Dezember 2011 wieder aufgelöst. Im Endklassement hatte der FC Machida Zelvia den dritten Tabellenplatz erreicht und stieg zusammen mit dem Viertplatzierten, dem Zuschauermagneten Matsumoto Yamaga FC, in die nächsthöhere Spielklasse ab, nachdem die Erst- und Zweitplatzierten nicht zu einem Aufstieg berechtigt waren.

### Von der J. League Division 1 in die spanische Segunda División

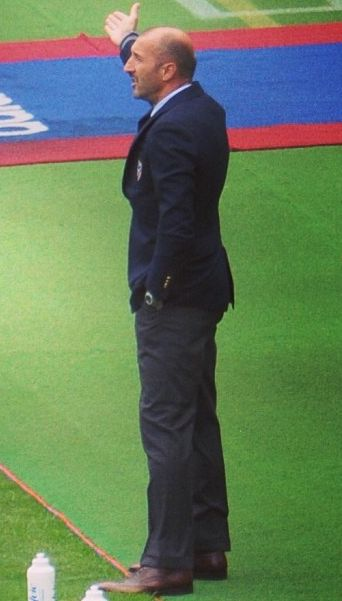
Von 2012 bis 2013 betreute Popović den japanischen Erstligisten FC Toyko.

Daraufhin schloss sich Popović dem langjährigen japanischen Erstligisten FC Tokyo, der nach dem Abstieg im Jahr 2010 für ein Jahr in der J. League Division 2 gespielt und dort umgehend den Wiederaufstieg geschafft hatte, an. In das Spieljahr 2012 startete er mit seiner Mannschaft mit der erstmaligen Teilnahme des Vereins am japanischen Supercup, nachdem der FC Tokyo als Zweitligist den Kaiserpokal 2011 gewonnen hatte. Der Hauptstadtklub verlor diese Partie gegen den amtierenden Meister Kashiwa Reysol jedoch knapp mit 1:2. Aufgrund des Pokalerfolgs war das Team zudem erstmals in seiner Geschichte für die AFC Champions League qualifiziert. In der 2012er Austragung erreichte die Mannschaft unter Popovićs Führung einen zweiten Platz in der Gruppe F und zog daraufhin ins Achtelfinale ein, wo das Team knapp mit 0:1 gegen den von Weltmeister Marcello Lippi trainierten Klub Guangzhou Evergrande aus der Volksrepublik China unterlag, was das nunmehrige Ausscheiden aus dem Turnier bedeutete. In der Liga hatte der FC Toyko nach einem verhältnismäßig passablen Saisonstart im weiteren Verlauf des Jahres Probleme die Leistung zu halten und fiel in der Tabelle immer wieder zurück.
Im recht dicht gestaffelten Endklassement der J. League Division 1 2012 rangierte die von Popović trainierte Truppe mit 48 Punkten auf dem zehnten Tabellenplatz und schied als amtierender Pokalsieger im Kaiserpokal 2012 bereits in der zweiten Runde gegen Tōkyō Musashino City aus. Im J.League Cup 2012, dem japanischen Ligapokal, schaffte es die Mannschaft zwar ins Semifinale, unterlag in diesem jedoch im Rückspiel mit 0:3 gegen Shimizu S-Pulse, gegen die man im Hinspiel noch mit 2:1 gewonnen hatte. Wie bereits bei seinen vorangegangenen Stationen setzte er auch in Tokio auf die Unterstützung durch serbische Spieler und holte bereits im Sommer 2012 Nemanja Vučićević nach Japan.
Auch durch das Spieljahr 2013 führte der gebürtige Serbe seine Mannschaft, mit der er am Ende der J. League Division 1 2013 mit 54 Punkten auf dem achten Platz rangierte; fünf Zähler mehr wären für einen AFC-Champions-League-Qualifikationsplatz nötig gewesen. Nachdem Popović das zu Saisonbeginn gesetzte Ziel des Gewinns des Meistertitels nicht erreicht hatte und auch im Kaiserpokal 2013 bereits in der Gruppenphase und im J.League Cup 2013 noch in der zweiten Runde ausschied, gab die Vereinsführung des FC Tokyo rund um Präsident Kenji Akune bereits Ende Oktober 2013 die Vertragsauflösung des damals 46-Jährigen mit Saisonende 2013 bekannt. Als Popović das Traineramt beim FC Toyko in die Hände von Massimo Ficcadenti, dem ersten italienischen Trainer in der J. League, legte, stand bereits seine nächste Karrierestation fest. Mit Jahresende 2013 wurde er als neuer Trainer des Ligakonkurrenten Cerezo Osaka für das Spieljahr 2014 vorgestellt. Mit einem natürlich vorrangig aus Japanern bestehenden, aber bereits mit internationalen Spielern durchwachsenem Kader startete Popović in das Spieljahr 2014 und holte bereits im zweiten Monat seines Wirkens mit Gojko Kačar vom Hamburger SV – leihweise – einen Serben in die Mannschaft.
Da der Klub das vorangegangene Jahr auf dem vierten Tabellenplatz beendet hatte, nahm er mit diesem an der AFC Champions League 2014 teil. Hierbei es schaffte Popović mit der nunmehr von ihm trainierten Mannschaft erneut durch einen zweiten Gruppenplatz in das nachfolgende Achtelfinale und schied dort – wie bereits zwei Jahre zuvor mit dem FC Tokyo – gegen den chinesischen Vertreter Guangzhou Evergrande (1:5 und 1:0) vom laufenden Turnier aus. In der Liga lief es für das Team weitgehend ausgeglichen, jedoch war die Mannschaft nach der 14. Meisterschaftsrunde nur mehr einen Punkt von einem späteren Abstiegsplatz entfernt. Bedingt durch das Ausscheiden aus der Champions League wenige Tage zuvor war Popović angezählt. Der auf ein Jahr befristete Vertrag wurde in weiterer Folge im Mai/Juni einvernehmlich aufgelöst und Popović zusammen mit seinem Co-Trainer Vladica Grujić, der ebenfalls im Besitz einer österreichischen Staatsbürgerschaft ist und bereits ein Jahr lang an Popovićs Seite beim FC Tokyo tätig war, vorzeitig entlassen.
Als Ersatz für den kurz zuvor gefeuerten Víctor Muñoz wurde er im November 2014 mit dem Trainerposten beim spanischen Zweitligisten Real Saragossa betraut. Er hielt vorerst einen Vertrag bis Saisonende 2014/15 mit der Option auf eine Verlängerung bei positivem Abschneiden. Auch Vladica Grujić wechselte als sein Co-Trainer mit Popović nach Spanien. Als er die Mannschaft nach dem 14. Spieltag übernommen hatte, rangierte diese auf dem achten Tabellenplatz in einer noch weitgehend ausgeglichenen Tabellensituation. Bis zum Saisonende nach Runde 42 führte er die Aragonier mit 61 Punkten zu einem sechsten Platz im Endklassement, was die Teilnahme an den Aufstiegs-Play-Offs bedeutete. Nach einer 0:3-Niederlage gegen den FC Girona Halbfinalhinspiel besiegte Saragossa die Katalanen im Rückspiel mit 4:1 und stieg aufgrund der Auswärtstorregel ins allesentscheidende Finale gegen die UD Las Palmas, die ebenfalls nur aufgrund der Auswärtstorregel den Finaleinzug geschafft hatte, ein. Nach einem 3:1-Sieg im Hinspiel stand Popović mit seiner Mannschaft kurz vor dem Aufstieg in die Primera División, verlor mit dem Team jedoch das Rückspiel und stieg aufgrund der sich durch diese Play-offs ziehende Auswärtstorregel nicht in die spanische Erstklassigkeit auf.
Obgleich des verpassten Aufstieges ins Oberhaus wurde sein Vertrag um ein weiteres Jahr verlängert. Kurz vor dem Start in die Spielzeit 2015/16 wurde durch Popovićs Bemühungen der Japaner Ariajasuru Hasegawa, der bereits beim FC Tokyo und Cerezo Osaka unter ihm gespielt hatte, zu Real Saragossa geholt, wo er einen Einjahresvertrag mit der Option der Verlängerung auf zwei weitere Jahre erhielt. Nach einer 1:3-Niederlage gegen Gimnàstic de Tarragona am 19. Dezember 2015, wurde der gebürtige Serbe zusammen mit seinem Co-Trainer am darauffolgenden Tag von seinen Pflichten entbunden und vom Verein freigestellt. Nicht einmal zwei Monate zuvor war er noch zum Trainer des Monats Oktober gewählt worden.

### Weitere Trainerstationen in Asien
Nachdem der nur kurzzeitige Trainer des thailändischen Erstligaklubs Buriram United Afshin Ghotbi nach lediglich drei Monaten im Amt wieder entlassen worden war, wurde am 26. August 2016 Ranko Popović als neuer Cheftrainer vorgestellt. Mit sich nahm Popović wieder Vladica Grujić, der seit 2012 als sein Co-Trainer fungierte, sowie Božidar Bandović, der bereits im Jahre 2014 kurzzeitig als Trainer bei Buriram United agierte, der als neuer technischer Direktor vorgestellt wurde. Mit Bandović hatte Popović über 20 Jahre zuvor für kurze Zeit bei Ethnikos Piräus zusammengespielt. Sein Pflichtspieldebüt als Trainer gab Popović daraufhin am 10. September 2016 bei einem 2:1-Heimsieg in der Liga gegen Bangkok Glass. Im darauffolgenden Oktober führte er die Mannschaft zum Gewinn des Thai League Cups, dem thailändischen Ligapokal. Zu diesem Zeitpunkt wäre Buriram United zusammen mit Muangthong United im Finale gestanden; da jedoch König Bhumibol zwei Tage vor dem Finalspiel verstorben war, beschloss der thailändische Verband das Finale aus Respekt für den verstorbenen Monarchen nicht austragen zu lassen und ernannte beide Vereine als Sieger des diesjährigen Ligapokals. Ebenfalls wurden die anderen noch laufenden Wettbewerbe, darunter auch die Thai Premier League 2016, vorzeitig eingestellt. Zu diesem Zeitpunkt hätten noch drei bzw. für manche Teams sogar noch vier Runden ausgetragen werden müssen. Buriram United war eines von vier Teams, die zu diesem Zeitpunkt gerade erst 30 Spiele absolviert hatten, und noch vier Runden offen hatten. Nachdem der Spielbetrieb eingestellt worden war, rangierte der Klub mit 55 Punkten auf dem vierten Tabellenplatz und verpasste einen internationalen Startplatz. Zum Jahreswechsel 2016/17 führte er die Mannschaft zudem zum Gewinn der Mekong Club Championship.
Nachdem er sein Team erfolgreich durch das Spieljahr 2017 geführt hatte, wurde er im Juni vom thailändischen Verband mit einer dreimonatigen Sperre belegt, nachdem er bei einem Ligaspiel gegen Bangkok United dem Deutschen Andy Schillinger, Physiotherapeut des gegnerischen Teams, im Spielertunnel ins Gesicht geschlagen haben soll. Des Weiteren erhielt Popović eine Strafe in Höhe von 40.000 Baht. Buriram United führte zu diesem Zeitpunkt die Liga mit 37 Punkten an. Nachdem die Sperre rechtskräftig geworden war, gab der einstige Defensivakteur seinen Rücktritt bekannt. Sportdirektor Bandović übernahm interimistisch das Traineramt und führte die Mannschaft weiter zum überlegenen Meistertitel.
Rund drei Monate nach seinem Rücktritt stellte ihn der FC Pune City, ein 2014 gegründetes Franchise aus der Indian Super League, als Nachfolger von Antonio López Habas vor. Wiederum drei Monate später wurde Popović vom indischen Fußballverband gesperrt. Ähnlich wie seinem Vorgänger als Trainer, ereilte auch Popović eine Sperre für vier Spiele, nachdem er die Entscheidungen des Schiedsrichterteams beim 2:0-Sieg des FC Pune City über den FC Goa am 23. Dezember 2017 kritisiert hatte. Zusätzlich musste er auch eine Strafe in Höhe von 500.000 Indischen Rupien bezahlen. Nach Auslaufen der Sperre trat er weiterhin als Trainer des indischen Erstligisten in Erscheinung und holte in ebendiesem Winter mit Marko Stanković einen ehemaligen Spieler von Sturm Graz zu Pune City. Doch auch weiterhin kritisierte Popović Entscheidungen von Schiedsrichtern öffentlich und forderte Respekt von ebendiesen ein. Im Endklassement der Indian Super League 2017/18 rangierte er mit dem Klub auf vierten Tabellenplatz, wodurch sich das Franchise erstmals in seiner noch jungen Geschichte für die saisonabschließenden Play-offs qualifizierte.
In diesen schied Popovićs Team nach einem 0:0-Remis im Hinspiel nach einer 1:3-Niederlage im Rückspiel gegen den Bengaluru FC aus. Während seiner Zeit in Indien traf Popović auch auf Teddy Sheringham, der einst das letzte „Matchworn-Trikot“ von Popović bei Sturm Graz beim Champions-League-Spiel gegen Manchester United erhalten hatte. Ende Mai 2018 gab der gebürtige Serbe nach einer erfolgreichen Saison seinen Rücktritt vom FC Pune City bekannt. Über die genauen Gründe wurde Stillschweigen vereinbart; das Verhältnis soll im beidseitigen Einvernehmen aufgelöst worden sein. Unter seiner Führung schafften unter anderem junge Spieler wie Ashique Kuruniyan den Weg ins Nationalteam.

### Rückkehr nach Österreich
Wenige Tage nachdem Didi Kühbauer die frei gewordene Stelle als Cheftrainer beim SK Rapid Wien übernommen hatte, wurde Popović am 10. Oktober 2018 als Nachfolger Kühbauers beim SKN St. Pölten vorgestellt. Der 51-Jährige unterschrieb einen Vertrag bis Sommer 2020 und brachte seinen langjährigen Co-Trainer Vladica „Vlado“ Grujić mit zum neuen Klub. Im Juni 2019 wurde er beurlaubt, St. Pölten hatte die Saison als Sechster beendet.

### Zurück nach Japan
Zur Saison 2020 wurde er ein zweites Mal Trainer des japanischen Zweitligisten FC Machida Zelvia. In dem von der COVID-19-Pandemie geprägten Spieljahr 2020 brachte es der gebürtige Jugoslawe mit dem Klubs aus der Präfektur Tokio im Endklassement nur auf den 19. von 22 Tabellenplätzen. Wesentlich erfolgreicher agierte das Team aus Machida im nachfolgenden Spieljahr 2021, als mit 72 erreichten Punkten aus 42 Meisterschaftsspielen der fünfte Platz erreicht wurde. Im Kaiserpokal 2021 brachte es die Mannschaft jedoch nicht über ihr erstes Spiel, ein 0:2 gegen den Tochigi SC, in der 2. Runde hinaus. In seinem dritten Jahr mit Machida Zelvia rangierte Popović mit dem Team in der Endtabellen der J2 League 2022 auf dem 15. Platz und schied abermals in Runde 2 des Kaiserpokals aus. Sein Vertrag wurde danach nicht mehr verlängert. Machida Zelvia schaffte im Spieljahr darauf unter dem nejuen Trainer Gō Kuroda die höchste Zuschauerzahl seit der Vereinsgründung, den erstmaligen Einzug ins Achtelfinale des Kaiserpokals sowie den Meistertitel in der J2 League und den damit verbundenen Aufstieg in die höchste japanische Fußballliga.

### Kurzes Engagement in Serbien und abermalige Rückkehr nach Japan
Im August 2023 wurde der vereinslose Popović als neuer Trainer des serbischen Erstligisten FK Vojvodina vorgestellt und erhielt dabei einen Vertrag bis zum Saisonende 2023/24. Auch Vladica Grujic, der bereits seit 2012 als sein Co-Trainer arbeitet, wechselte mit ihm zum neuen Klub. Mit Voša, so der Spitzname des Klubs, absolvierte er bis zum Jahresende 2023 19 Pflichtspiele, von denen das Team zehn gewann, vier unentschieden spielte und fünf verlor; danach verließ er den Klub wieder in Richtung Japan. Der Wechsel zu den Kashima Antlers in der J1 League wurde noch am selben Tag des letzten Meisterschaftsspiels des FK Vojvodina bekanntgegeben.
Beim Rekordmeister der J1 League ersetzte er Daiki Iwamasa, der das Traineramt beim Klub von 2022 bis 2023 innegehabt hatte. Popović führte die Antlers durch eine über weite Strecken erfolgreiche Saison, in der der Klub über einen Großteil der Zeit auf einem der erste drei Tabellenplätze rangierte und auch im Kaiserpokal 2024 gut mithalten konnte. Nachdem er ab Ende August 2024 einige sieglose Spiele zu verzeichnen hatte und mit Stand vom 6. Oktober 2024 sechs Runden vor Schluss mit zwölf Punkten Rückstand auf den Erstplatzierten mit den Antlers nur noch auf dem vierten Tabellenplatz rangierte, wurde am 6. Oktober 2024 die Vertragsauflösung mit Ranko Popović und Vladica Grujic, der abermals mit ihm gewechselt war, bekanntgegeben. Der gebürtige Jugoslawe war vor Saisonbeginn engagiert worden, um den japanischen Rekordmeister zu einem weiteren Meistertitel zu führen, was durch die vermehrt sieglosen Spiele der vorangegangenen Wochen immer unwahrscheinlicher geworden war.

## Sportliche Erfolge

### Als Spieler
mit dem SK Sturm Graz
- Österreichischer Fußballmeister: 1997/98 und 1998/99
- Österreichischer Fußballvizemeister: 1999/2000
- Österreichischer Fußballpokalsieger: 1998/99
- Österreichischer Fußballpokalfinalist: 1997/98
- Österreichischer Supercupsieger: 1998 und 1999
- Österreichischer Supercupfinalist: 1997
- Teilnahme an der UEFA Champions League: 1998/99, 1999/2000 und 2000/01

mit dem TuS FC Arnfels
- Meister der Landesliga Steiermark und Aufstieg in die Regionalliga Mitte: 2002/03

mit dem SV Pachern
- Meister der steirischen Unterliga Mitte: 2004/05
- Vizemeister der steirischen Oberliga Mitte/West: 2005/06

### Als Trainer
mit dem TuS FC Arnfels
- Meister der Landesliga Steiermark und Aufstieg in die Regionalliga Mitte: 2002/03

mit dem SV Pachern
- Meister der steirischen Unterliga Mitte: 2004/05
- Vizemeister der steirischen Oberliga Mitte/West: 2005/06

mit Spartak Zlatibor Voda
- Aufstieg in die serbische SuperLiga: 2008/09

mit Ōita Trinita
- Teilnehmer an der Copa Suruga Bank: 2009

mit dem FC Machida Zelvia
- Aufstieg in die J. League Division 2: 2010/11

mit dem FC Tokyo
- Japanischer Supercupfinalist: 2012
- Teilnahme an der AFC Champions League: 2012

mit Cerezo Osaka
- Teilnahme an der AFC Champions League: 2014

mit Buriram United
- Gewinn des Thai League Cups: 2016
- Gewinn der Mekong Club Championship: 2016/17

## Privates
Ranko Popović ist verheiratet mit Biljana und ist Vater von zwei Töchtern.
2005 unterstützte er Gerhard Hirschmann in dessen neu gegründeter Partei Liste Hirschmann, mit der der ehemalige ÖVP-Politiker in den steirischen Landtag einziehen wollte. Das Unternehmen misslang, nachdem bei der Landtagswahl am 2. Oktober 2005 lediglich 2,05 % der Stimmen erreicht wurden.